# Olga Tichonowa
Olga Aleksandrowna Tichonowa (ros. Ольга Александровна Тихонова; ur. 23 października 1997 w Kustanaju) – kazachska łyżwiarka szybka specjalizująca się w short tracku, olimpijka z Pekinu 2022.

## Życie prywatne
Studiowała wychowanie fizyczne na Państwowym Uniwersytecie Pedagogicznym w Kustanaju. Obecnie mieszka w Astanie.

## Wyniki

### Igrzyska olimpijskie
- Pekin 2022
  - 1000 m – 24. miejsce
  - 1500 m – DSQ
  - sztafeta mieszana – 5. miejsce

### Mistrzostwa świata
- Moskwa 2015
  - 500 m – 34. miejsce
  - 1000 m – 35. miejsce
  - 1500 m – 33. miejsce
  - wielobój – 36. miejsce
- Sofia 2019
  - sztafeta kobiet – 6. miejsce

### Mistrzostwa świata juniorów
- Erzurum 2014
  - 500 m – 39. miejsce
  - 1000 m – 26. miejsce
  - 1500 m – 38. miejsce
  - wielobój – 32. miejsce
- Osaka 2015
  - 500 m – 39. miejsce
  - 1000 m – 29. miejsce
  - 1500 m – 25. miejsce
  - wielobój – 30. miejsce
- Sofia 2016
  - 500 m – 49. miejsce
  - 1000 m – 36. miejsce
  - 1500 m – 36. miejsce
  - wielobój – 40. miejsce
- Innsbruck 2017
  - 500 m – 47. miejsce
  - 1000 m – 22. miejsce
  - 1500 m – 26. miejsce
  - wielobój – 31. miejsce

### Uniwersjada
- Ałmaty 2017
  - 1500 m – 12. miejsce
  - sztafeta kobiet – 3. miejsce